# Remagine
Remagine es el cuarto álbum de estudio de la banda de metal sinfónico, After Forever, lanzado el 8 de septiembre de 2005 bajo el sello discográfico Transmission Records. El primer sencillo se titula Being Everyone, cuyo vídeo fue grabado en Brasil.
Remagine supuso un gran cambio en el estilo de After Forever, dándole más imporatancia a los elementos electrónicos y progresivos y desapareciendo casi en su totalidad los violines y demás instrumentos orquestales que caracterizan a sus tres primeros álbumes. Es importante destacar que los temas no tienen una duración tan extensa como las de los anteriores trabajos.

## Lista de canciones
1. Enter -               01:05
2. Come -                05:02
3. Boundaries are Open - 03:44
4. Living Shields -      04:11
5. Being Everyone -      03:37
6. Attendance -          03:27
7. Free of Doubt -       04:40
8. Only Everything  -    06:33
9. Strong -              03:38
10. Face Your Demons -    04:57
11. No Control -          03:17
12. Forever -             05:10

- Datos: Q1932809